# Pajo Ivošević
Pajo Ivošević (ur. 18 maja 1968) – zapaśnik socjalistycznej, a potem federalnej republiki Jugosławii, walczący w stylu klasycznym. Olimpijczyk z Barcelony 1992, gdzie zajął jedenaste miejsce w kategorii 90 kg.
Czwarty na mistrzostwach świata w 1991. Piąty na mistrzostwach Europy w 1991 i 1993. Wicemistrz igrzysk śródziemnomorskich w 1991; szósty w 1997 roku.